# Mapia

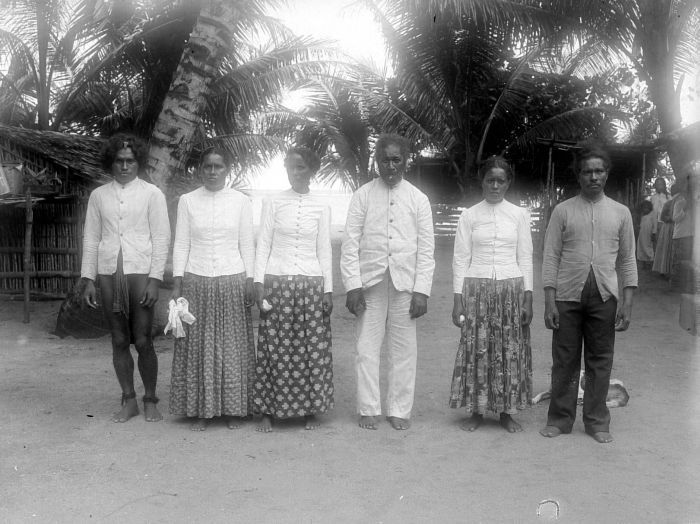
Foto di Arthur Wichmann (1903) al Tropenmuseum.

L'atollo di Mapia (indonesiano: Kepulauan Mapia, anche isole Bunaj) è un atollo nell'Oceano Pacifico. Si trova nella provincia indonesiana di Papua, a circa 290 chilometri a nord della città di Manokwari e a 630 chilometri dalle isole di Palau. Si compone di due isole principali, Bras (Berasi) e Pegun (Mapia), di un'isola minore Fanildo, e due isolotti, Bras Kecil (Little Bras) e Fanildo Kecil (Little Fanildo). Le isole costituiscono una parte del distretto di Supiori occidentale all'interno della reggenza di Supiori, Papua. La popolazione al censimento del 2020 era di 199.

## Storia

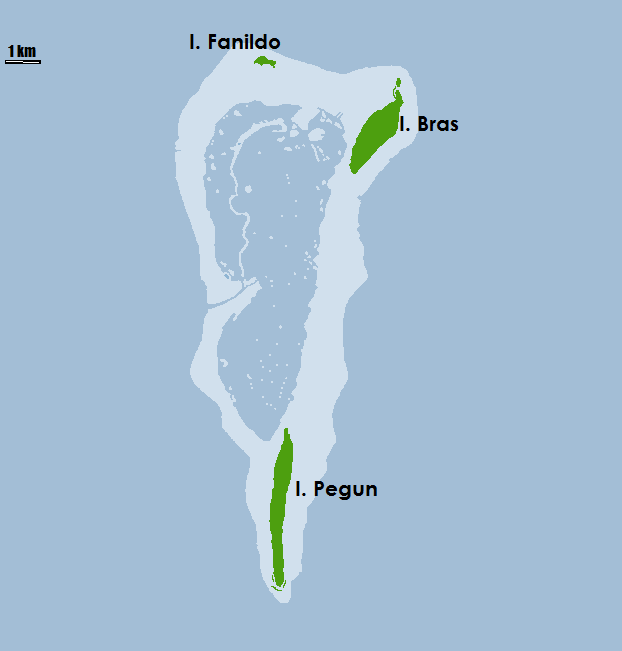
Atollo di Mapia

L'atollo faceva teoricamente parte dell'Impero spagnolo con il nome di Güedes, ma dopo il 1898 fu rivendicato dai Paesi Bassi come parte della Nuova Guinea olandese. L'isola, scoperta probabilmente nel 1537 dallo spagnolo Hernando de Grijalva e battezzata Güedes, fu chiamata San David nel 1761 e Freewill nel 1767 da navi inglesi. Mapia era originariamente abitata da caroliniani, ma la maggior parte di essi fu uccisa o rapita come schiavi da pirati papuani, tanto che un mercante olandese che qui fondò una filiale all'inizio degli anni '70 dell'Ottocento trovò l'isola, che oggi conta 80 abitanti, quasi deserta. Per proteggere questa impresa, il governo olandese dichiarò Mapia appartenente alla Nuova Guinea olandese nel 1884 e fece visitare regolarmente il posto. Tuttavia, poiché anche la Spagna fece rivendicazioni e nel 1896 protestò contro l'alzabandiera da parte di una nave da guerra olandese, Mapia divenne proprietà tedesca nel 1899 quando furono cedute le Isole Caroline e Marianne, ma fu successivamente restituita ai Paesi Bassi.
La lingua mapia, una delle lingue micronesiane, estinta, è stata parlata sulle isole fino alla fine del XX secolo. Nel 2000, secondo Ethnologue, sulle isole era rimasto un solo anziano parlante della lingua.